# Banks (Familienname)
Banks ist ein Familienname.

## Namensträger

### A
- Aaron Banks (* 1997), US-amerikanischer American-Football-Spieler
- Adrian Banks (* 1986), US-amerikanischer Basketballspieler
- Amarni Banks (* 2002), britische Tennisspielerin
- Anna Banks, US-amerikanische Autorin
- Ant Banks, US-amerikanischer Rapper und Musikproduzent
- Arron Banks (* 1966), britischer Geschäftsmann
- Asha Banks (* 2003), britische Schauspielerin
- Azealia Banks (* 1991), US-amerikanische Rapperin

### B
- Benjamin Banks (* 1968), US-amerikanischer Pornodarsteller, siehe Steven St. Croix
- Billy Banks (Fußballspieler) (1892–1963), englischer Fußballspieler
- Billy Banks (Sänger) (1908–1967), US-amerikanischer Jazz-Sänger
- Brad Banks (* 1980), US-amerikanischer American-Football-Spieler
- Briana Banks (* 1978), deutsche Pornodarstellerin
- Bruce Banks (1918–1984), britischer Segler
- Buddy Banks (Saxophonist) (Ulysses Banks; 1909–1991), US-amerikanischer Saxophonist
- Buddy Banks (Bassist) (Alvin Banks; 1927–2005), US-amerikanischer Jazz-Bassist

### C
- Calvin Banks (* 1997), US-amerikanischer Pornodarsteller
- Campbell Banks (* 1978), neuseeländischer Fußballspieler
- Carl Banks (* 1962), US-amerikanischer American-Football-Spieler
- Charles Arthur Banks (1885–1961), kanadischer Bergbauingenieur und Unternehmer
- Chip Banks (* 1959), US-amerikanischer American-Football-Spieler

### D
- Darryl Banks, US-amerikanischer Comiczeichner
- David Banks (Schauspieler, 1951) (* 1951), britischer Schauspieler
- David Banks (Fußballspieler) (* 1967), britisch-US-amerikanischer Fußballspieler, -trainer und -funktionär
- David Banks (Schauspieler, 1972) (* 1972), britischer Schauspieler
- David Banks (Ruderer) (* 1983), US-amerikanischer Ruderer
- David Banks (Boxer) (* 1983), US-amerikanischer Boxer
- David L. Banks (* 1956), US-amerikanischer Mathematiker, Statistiker und Hochschullehrer
- Delma Banks (* 1958), US-amerikanischer Mordverdächtiger
- Dennis Banks (auch Nowa Cumig; 1937–2017), US-amerikanischer indianischer Aktivist
- Deonte Banks (* 2001), US-amerikanischer American-Football-Spieler
- Desmond Banks, Baron Banks (1918–1997), britischer Politiker
- Don Banks (1923–1980), australischer Komponist und Filmkomponist
- Durk Banks (* 1992), US-amerikanischer Rapper, siehe Lil Durk

### E
- Edgar James Banks (1866–1945), US-amerikanischer Diplomat, Antiquariat und Schriftsteller
- Edward Banks (Politiker, 1795) (1795–1851), deutscher Diplomat und Politiker
- Edward Banks (Politiker, 1836) (1836–1883), deutscher Anwalt und Politiker
- Elizabeth Banks (* 1974), US-amerikanische Schauspielerin
- Emily Banks (1933–2023), US-amerikanische Schauspielerin
- Ernie Banks (1931–2015), US-amerikanischer Baseballspieler
- Esreff H. Banks (1821–1903), US-amerikanischer Politiker

### G
- Gordon Banks (1937–2019), englischer Fußballspieler
- Gordon Banks (Musiker) (* 1955), US-amerikanischer Musiker
- Gordon Banks (Politiker) (* 1955), schottischer Politiker
- Gordon Banks (Footballspieler) (* 1958), US-amerikanischer American-Football-Spieler
- Graeme Banks (* 1969), australischer Wasserspringer
- Gralen Bryant Banks, US-amerikanischer Schauspieler

### H
- Harlan P. Banks (1913–1998), US-amerikanischer Botaniker und Paläobotaniker
- Harold Chamberlain Banks (1909–1985), kanadischer Gewerkschaftsführer
- Harvey Thomas Banks (1940–2019), US-amerikanischer Mathematiker
- Henry Banks (1913–1994), US-amerikanischer Autorennfahrer

### I
- Iain Banks (1954–2013), schottischer Schriftsteller
- Imogen Banks, australische Drehbuchautorin und Fernsehproduzentin
- Isabella Banks (1821–1897), englische Schriftstellerin und Journalistin

### J
- J. C. Banks (* 1989), US-amerikanischer Fußballspieler
- Jillian Rose Banks (* 1988), US-amerikanische Sängerin, siehe Banks (Sängerin)
- Jim Banks (* 1979), US-amerikanischer Politiker
- Jimmy Banks (Fußballspieler, 1893) (1893–1942), englischer Fußballspieler
- Jimmy Banks (Fußballspieler, 1964) (1964–2019), US-amerikanischer Fußballspieler
- Joel Banks (* 1975), englischer Volleyballtrainer und -spieler
- John Banks (Politiker, 1793) (1793–1864), US-amerikanischer Politiker (Pennsylvania)
- John Banks (Aktivist) (* 1915), englischer politischer Aktivist
- John Banks (Dramatiker) (ca. 1650–1706), englischer Theaterautor
- John Banks (Baseballspieler) († 2011), US-amerikanischer Baseballspieler
- John Banks (Rennfahrer), britischer Motorradrennfahrer
- John Banks (Politiker, 1946) (* 1946), neuseeländischer Politiker
- John Banks (Schauspieler), US-amerikanischer Schauspieler
- John Banks (Söldneranwerber) (* 1945), britischer Söldneranwerber
- John Gray Banks (1888–1961), kanadischer Politiker
- Johnathon Banks (* 1982), US-amerikanischer Boxtrainer
- Johnny Banks (1861–??), US-amerikanischer Boxer
- Jonathan Banks (* 1947), US-amerikanischer Schauspieler
- Jorge Adolfo Carlos Livieres Banks (1929–2018), paraguayischer Geistlicher, Bischof von Encarnación
- Joseph Banks (1743–1820), englischer Naturforscher, Namensgeber der Banksien (Banksia)

### K
- Kelcie Banks (* 1965), US-amerikanischer Boxer

### L
- Laura Banks (* 1956), US-amerikanische Schauspielerin, Komödiantin und Hörfunkproduzentin
- Leslie Banks (1890–1952), britischer Schauspieler
- Linn Banks (1784–1842), US-amerikanischer Politiker
- Lionel Banks (1901–1950), US-amerikanischer Szenenbildner
- Lizzy Banks (* 1990), britische Radsportlerin
- Lloyd Banks (* 1982), US-amerikanischer Rapper
- Louis Banks (* 1941), indischer Jazzmusiker und Filmkomponist
- Lynne Reid Banks (1929–2024), britische Schriftstellerin

### M
- Mack Banks (* 1934), US-amerikanischer Musiker
- Marcus Banks (* 1981), US-amerikanischer Basketballspieler
- Marius Banks (1914–2001), britischer römisch-katholischer Ordensgeistlicher, Apostolischer Präfekt von Volksrust
- Martin Banks (1936–2004), US-amerikanischer Jazztrompeter
- Maxwell Julien Banks (1933–2022), Schauspieler und Musiker
- Mike Banks, US-amerikanischer Musiker und Produzent
- Monty Banks (1897–1950), britischer Comedian und Filmregisseur

### N
- Nancie Banks (1951–2002), US-amerikanische Jazzsängerin, Bandleaderin und Kopistin
- Nathan Banks (1868–1953), amerikanischer Insektenkundler
- Nathaniel Prentiss Banks (1816–1894), US-amerikanischer Politiker und General
- Nicoye Banks (* 1973), US-amerikanischer Schauspieler.
- Noahkai Banks (* 2006), US-amerikanisch-deutscher Fußballspieler

### P
- Patricia Banks (* 1990), polnisch-deutsche Sängerin
- Paul Banks (* 1978), anglo-amerikanischer Musiker und Komponist
- Peter Banks (1947–2013), britischer Rockgitarrist

### R
- Richard Banks (* 1940), US-amerikanischer Vogelkundler
- Robert Banks (Chemiker) (1921–1989), US-amerikanischer Chemiker und Erfinder
- Robert Joseph Banks (* 1928), US-amerikanischer Geistlicher, Bischof von Green Bay
- Roger W. Banks, US-amerikanischer Filmtechniker und Erfinder
- Ron Banks (1951–2010), US-amerikanischer Musiker
- Rosemary Banks (* 1951), neuseeländische Diplomatin
- Russell Banks (1940–2023), US-amerikanischer Schriftsteller
- Russell Geoffrey Banks (* 1981), britischer Schauspieler und Synchronsprecher.
- Ryan Banks (* 1972), kanadischer Rugby-Union-Spieler

### S
- Sasha Banks (* 1992), US-amerikanische Wrestlerin, siehe Mercedes Mone
- Scott Banks (* 2001), schottischer Fußballspieler
- Sonny Banks (1940–1965), US-amerikanischer Boxer
- Sue Banks (* 1972), australische Sportschützin

### T
- Thomas Banks (Bildhauer) (1735–1805), englischer Bildhauer
- Thomas Banks (* 1949), US-amerikanischer Physiker, siehe Tom Banks
- Thomas Banks (Dartspieler) (* 2006), englischer Dartspieler
- Tommy Banks (Fußballspieler) (1929–2024), englischer Fußballspieler
- Tommy Banks (Politiker) (1936–2018), kanadischer Pianist, Dirigent, Komponist und Politiker
- Tony Banks (Politiker) (1943–2006), britischer Politiker
- Tony Banks (Musiker) (* 1950), britischer Musiker
- Tony Banks (Footballspieler) (* 1973), US-amerikanischer Footballspieler
- Tyra Banks (* 1973), US-amerikanisches Fotomodell

### V
- Victor Banks (* 1947), anguillanischer Politiker, Chief Minister

### W
- Wendy Banks (* 1960), britischer Hockeyspieler
- Willie Banks (* 1956), US-amerikanischer Leichtathlet

### Y
- Yoncé Banks (* 1993), deutsche Dragqueen